# Calliopsis mendocina
Calliopsis mendocina là một loài Hymenoptera trong họ Andrenidae. Loài này được Jörgensen mô tả khoa học năm 1912.